# Stara Wisła (Kraków)

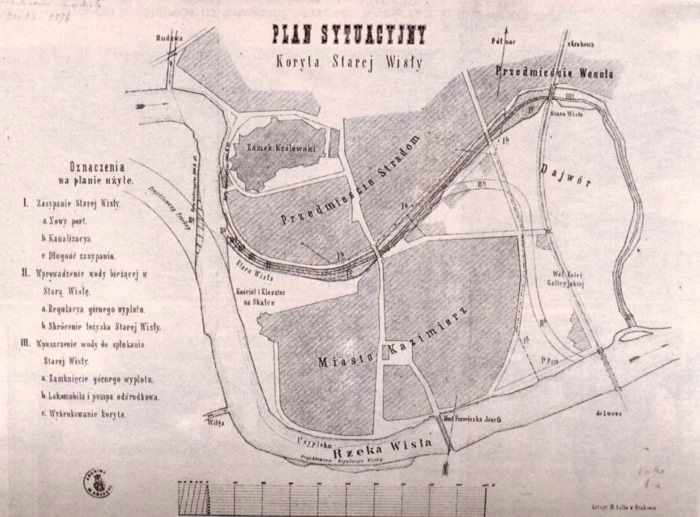
Przebieg Starej Wisły

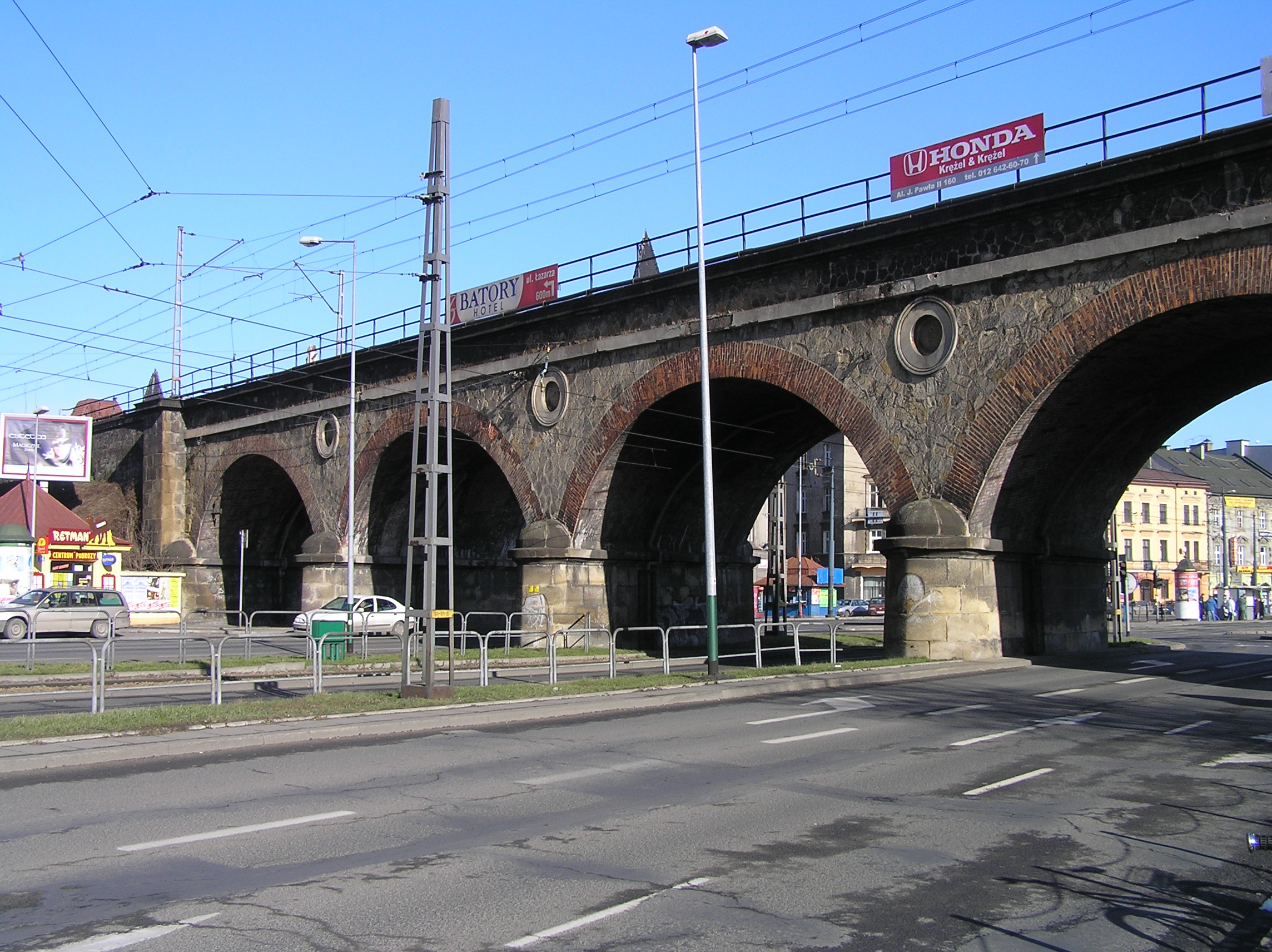
Dawny most nad Starą Wisłą, obecnie wiadukt kolejowy nad ul. Dietla (widok przed rozbudową)

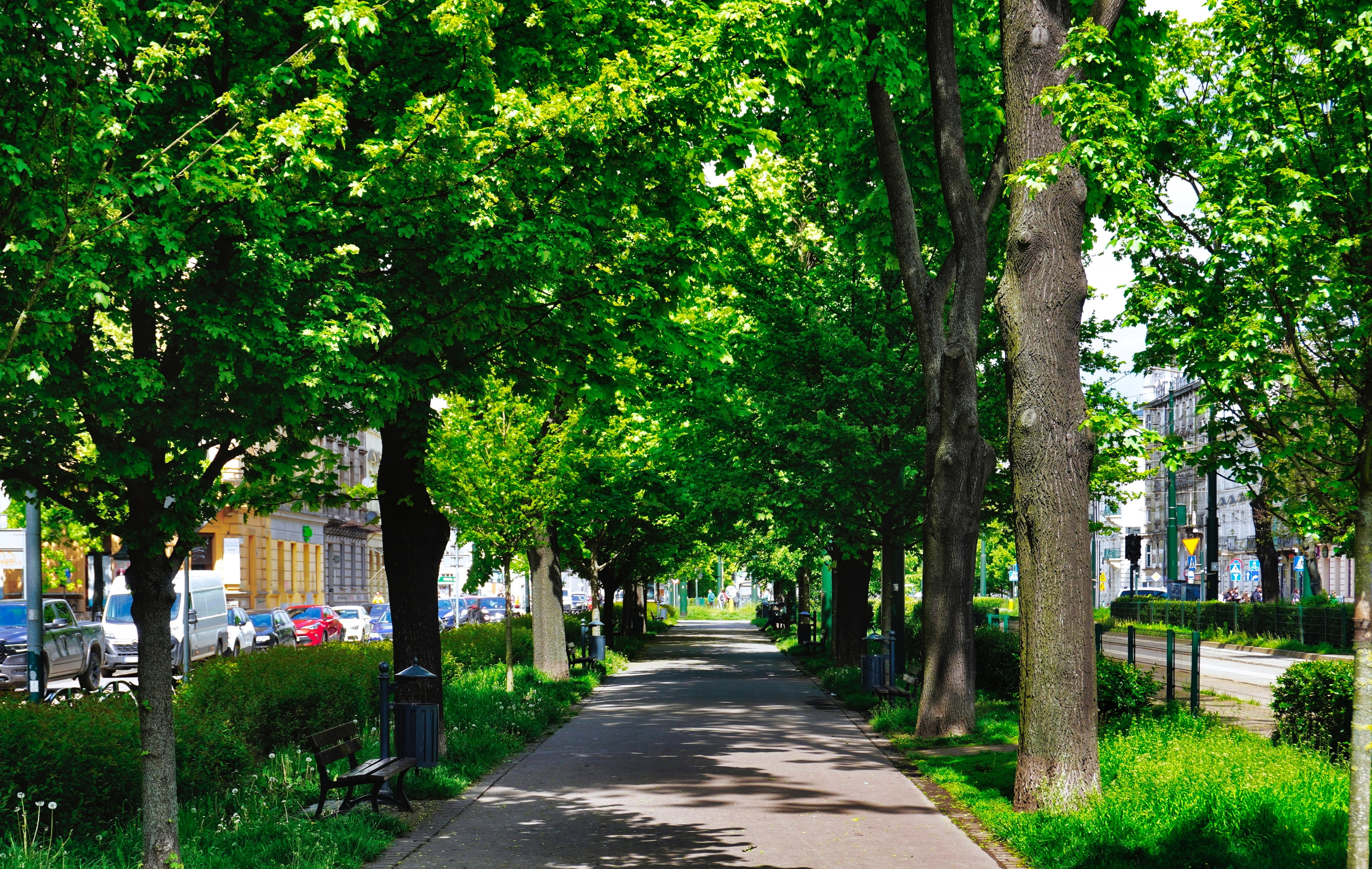
Planty Dietlowskie założone w miejscu Starej Wisły

Stara Wisła – nieistniejące już północne ramię Wisły w Krakowie. Od XIV do XVI wieku główny nurt rzeki na terenie miasta.
Pogłębiana w celach obronnych prawdopodobnie od XIII w. (do 1270 nie odgrywała znaczącej roli). Powstała celem przybliżenia rzeki do wytyczonego po lokacji centrum miasta, poprzez wybudowanie zapory między Skałką a Dębnikami. Nowo powstały nurt skierowany został za Wawelem na wschód, wzdłuż dzisiejszych Plant Dietlowskich i dalej aleją Daszyńskiego, oddzielając Stradom od Kazimierza. U jej początku znajdowała się sporych rozmiarów wyspa, ujęta ramionami Wisły (zwana Kępą). Na Starej Wiśle, w osi dzisiejszych ulic Stradomskiej i Krakowskiej, istniał jedyny w średniowiecznym Krakowie stały most, zwany Królewskim. W okolicy obecnej ulicy Blich znajdowało się ujście Prądnika.
W 1655 r. wody Prądnika skierowano na wschód, z ujściem do głównego koryta Wisły w okolicy Dąbia, pomijając Starą Wisłę. Spowodowało to, że od 2 połowy XVII w. Stara Wisła zaczęła zanikać. Podczas powodzi w 1813 jej koryto uległo zamuleniu, zamieniając się stopniowo w bajoro, do którego uchodziły kanały ściekowe z Kazimierza i Stradomia. Pierwszą próbę regulacji podjęto w 1818, kiedy przebito kanał na teren „Kępy”, korygując bieg początkowego odcinka koryta i umożliwiając silniejszy przepływ świeżej wody. W latach 1854–55 wybudowano nad rzeką drewniany most, w 1863 przebudowany na ceglany (zachowany, obecnie pełni funkcję wiaduktu kolejowego nad ulicą Grzegórzecką). Z czasem Stara Wisła stała się siedliskiem bakterii, przyczyniając się do rozprzestrzeniania epidemii cholery (1849, 1855, 1866, 1873). Według planów z 1866 roku rzeka miała być zachowana jako otwarty kanał, ujęty zielenią oraz dwoma pasmami jezdni. Jednak w 1873 r. Rada Miejska podjęła decyzję o jej całkowitym zasypaniu, co zrealizowano w latach 1878–80. Na znacznej długości założono nową arterię komunikacyjną, a pomiędzy jezdniami – planty, zwane Dietlowskimi (ukazane po raz pierwszy w planie Krakowa z 1881 r.). W 1 połowie XIX w. ulicę prowadzącą do Starej Wisły nazwano Starowiślną.